# Liste der Kulturdenkmäler in Moschheim
In der Liste der Kulturdenkmäler in Moschheim sind alle Kulturdenkmäler der rheinland-pfälzischen Ortsgemeinde Moschheim aufgeführt. Grundlage ist die Denkmalliste des Landes Rheinland-Pfalz (Stand: 21. Dezember 2021).

## Einzeldenkmäler
| Bezeichnung | Lage                                    | Baujahr                           | Beschreibung | Bild                           |
| ----------- | --------------------------------------- | --------------------------------- | --- | ------------------------------ |
| Hofanlage   | Hauptstraße 27 Lage                     | 18. Jahrhundert                   | Zweiseithof, Fachwerkhaus mit Niederlass, teilweise massiv, verkleidet, wohl aus dem 18. Jahrhundert, Fachwerkscheune, 18. Jahrhundert | Fotos hochladen                |
| Wohnhaus    | Seifenstraße 4 Lage                     | erste Hälfte des 18. Jahrhunderts | Fachwerkhaus mit Niederlass, teilweise massiv, erste Hälfte des 18. Jahrhunderts                                                       | Fotos hochladen                |
| Wegekapelle | nördlich des Ortes auf dem Malberg Lage | 1892                              | Wegekapelle, 1892; im Bereich der prähistorischen Höhensiedlung, Marienkapelle nahe der Malbergquelle                                  | weitere Bilder Fotos hochladen |